# Cliff Hammonds
Clifford Daniel Hammonds, detto Cliff (Fort Bragg, 18 dicembre 1985), è un cestista statunitense.

## Palmarès
- Coppa di Germania: 1

Alba Berlino: 2014
- Supercoppa tedesca: 2

Alba Berlino: 2013, 2014
- Coppa del Belgio: 2

Limburg United: 2022, 2024